# Édouard André
Édouard François André (Bourges, Cher megye, 1840. július 17. –  La Croix-en-Touraine, Indre-et-Loire megye, 1911. október 25.) francia botanikus, tájkertész, kertművész. Több mint kétszáz parkot, kertet alkotott egész Franciaországban, Európában és Dél-Amerikában. Leghíresebb köztük a párizsiakon kívül Monte-Carlo nyilvános parkja, a Várna melletti Euxinográd palotakertje, a luxembourgi Szentlélek-citadella teraszos kertjeivel és sétányaival, a Funchali kertek Madeirán, az olaszországi Villa Borghese. Dél-amerikai gyűjtőútjáról André hozta először Európába a róla elnevezett flamingóvirág-fajtát (Anthurium andreanum) flamingóvirág.
Botanikai szakmunkákban nevének rövidítése: „André”.

## Élete
Szerény anyagi helyzetű kertész, faiskola-tulajdonos családban született. Tanulmányai után az Angers-ben működő André Leroy neves pomológushoz, majd a párizsi botanikus kertbe került. 1860-ban felvették az 1854-ben létrehozott „Párizs város ültetvényeit és sétányait ellátó hivatalba” (Service des promenades et plantations de la Ville de Paris). Jean-Charles Adolphe Alphand főnöksége alatt 1860–1864 között a Bois de Boulogne területéhez csatlakozó Jarden fleurist de la Muette üvegházait kezelte. André 1864–1868 között bekapcsolódott Párizs urbanizációs és kertészeti újjátervezésébe, amely a Jean-Pierre Barillet-Deschamps főkertész, Jean-Charles Adolphe Alphand mérnök és Georges Eugène Haussmann Seine megye prefektusa által kidolgozott városrendezési koncepció alapján már az 1850-es évektől folyt. A „kertészeti hivatal” kezelte és részben ekkor tervezte a Longchamp-i lóversenypályát, az Akklimatizációs kertet (Jardin d’acclimatation), a Bois de Vincennes-t, melyek az André közreműködésével készült Buttes-Chaumont, valamint a Parc-Monceau (Deschamps) és a Montsouris parkokkal kiegészítették az Alphand idején tervezett parkok hálózatát a főváros négy sarkán.
1860-tól tagja volt a Birodalmi Központi Kertészeti Társaságnak is.
Jules Janin (1804–1874) író és kritikus barátjaként (és alkalmankénti titkáraként) találkozott George Sanddal, és az 1867. évi Párizsi Kalauz (Paris Guide) című kötetben a Séták Párizsban (Les promenades dans Paris) fejezetben tanulmányt jelentetett meg Párizs kertjeiről.
Az 1866-ban, Liverpool város által, a Sefton park létrehozására meghirdetett pályázatot André Lewis Hornblowerrel megnyerte, s így az 1867–1872 között épülő park kialakítása is az ő elképzeléseit tükrözte.
1867-ben megjelent művének (Les Fougères) címlapján Édouard André a társszerzők között, már mint Párizs város főkertésze szerepel.
1869-ben döntött egy szabadabb alkotó pálya mellett és tájkertészként önállósította magát. Európa, sőt Amerika sok városában számos parkot létesített, részben magán megbízóknak, részben közületek megrendeléseire.

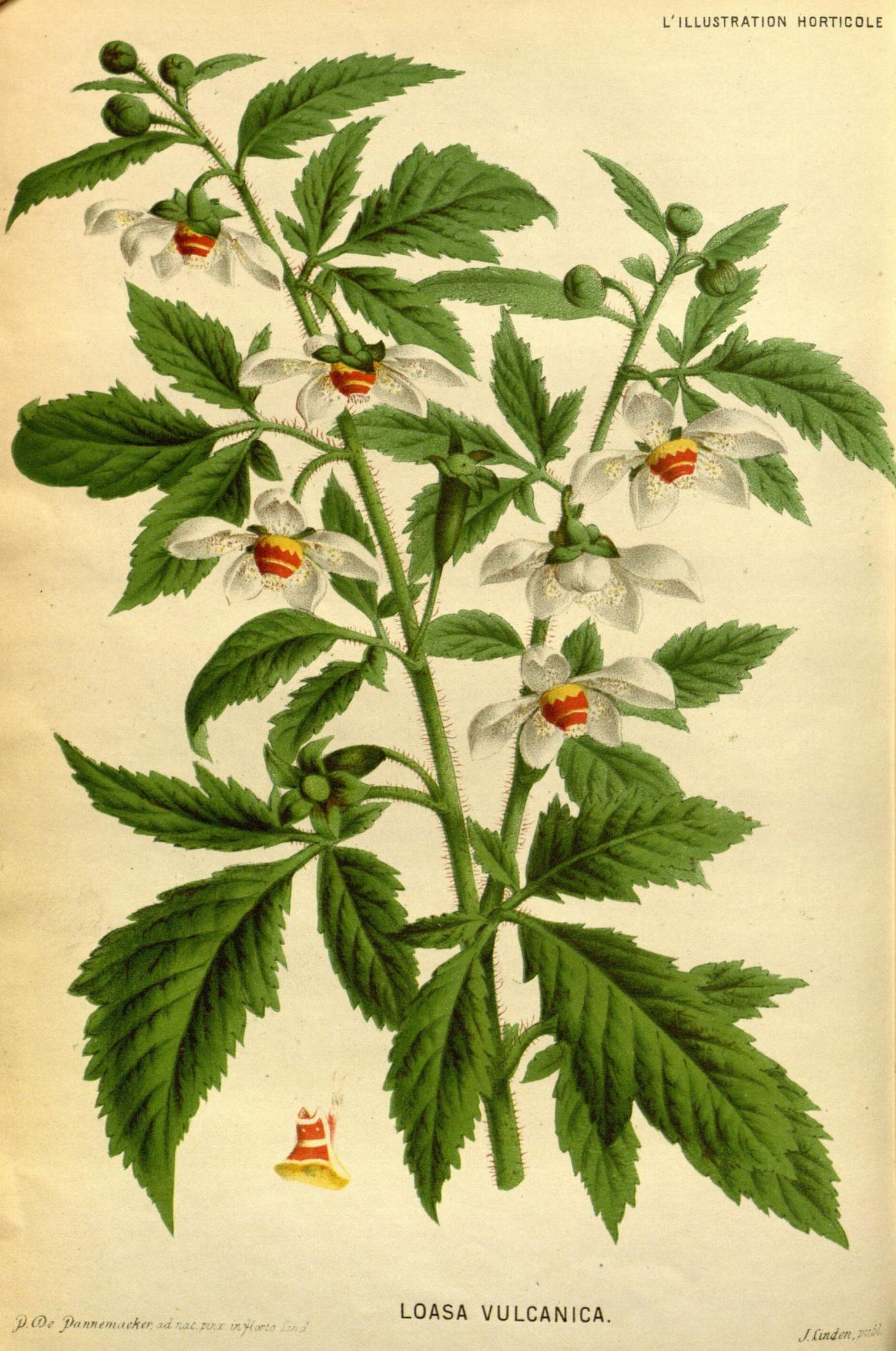
Loasa vulcanica, André ismertetése, 1878

1872–1892 között, húsz év alatt sikerült kialakítania és átformálnia Luxembourg régi erődjének zöldövezetét. Megalkotta a montpellier-i Marsmező kertjét, Cognac közparkját és L’Haÿ-les-Roses rózsakertjét.
André 1871-ben megvásárolt egy ingatlant La Croix-en-Touraine-ben (Indre et Loire megyében), ahol kísérleti gazdaságot állított fel, hogy kipróbálja saját módszereit, mind a megformálást illetően, mind pedig botanikai szempontból. Ez a Cher-völgyben található, alluviális talajú terület három kilométerre fekszik az Amboise erdejétől, a falu szívében, és egy kis patak is határolja.
1875–1876-ban a francia kormány által finanszírozott expedíció során Dél-Amerikában, főként az Andok lábánál botanikai gyűjtőutat tett, melynek eredményeképpen számos edzett évelő és kényes trópusi új növényt (kb. 3400 darabot) hozott Európába. Útjának legkiemelkedőbb lelete és hozadéka a flamingóvirág (Anthurium andreanum) felfedezése volt. Illetve egy kis, keskenylevelű tillandsia, amelyet Edouard Morren 1888-ban az ő tiszteletére Tillandsia andreana-nak nevezett el.

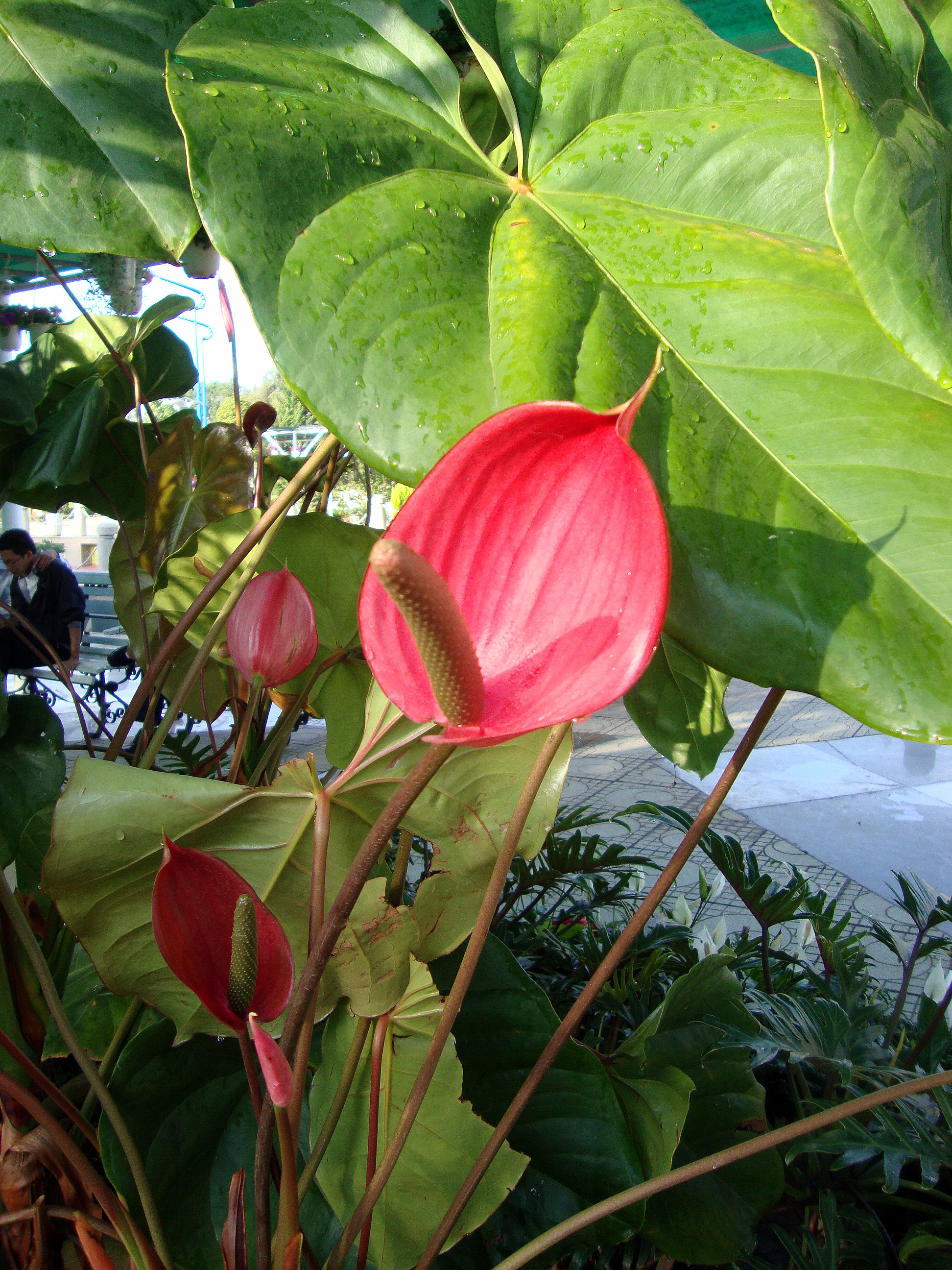
Anthurium andraeanum

A Broméliafélék családjának termesztése és ismertetése André szenvedélyévé vált, és az utazásaiból hozott növényeket, vagy a maga termesztette hibridjeit szívesen ajándékozta a hozzá látogató szakembereknek. Könyveiben ismertette Kolumbia, Peru, Ecuador és Venezuela bromélia-fajtáit.
A „L’Illustration Horticole” belga kertészeti lap szerkesztője volt 1870 és 1880 között. Itt tette közzé a dél-amerikai földrészről begyűjtött növények ismertetését is. Így például 1878-ban a Loasa vulcanicát (a Loasaceae család eddig ismeretlen egyedét), amelyet 1876 júniusában ecuadori gyűjtőútján az Andokban, a Corazón vulkán lábánál, 1500–1800 tengerszint feletti magasságban talált.
Tanítványát, Charles Thayst 1889-ben Buenos Aires sétányainak, sugárútjainak, parkjainak kialakításával bízták meg, s hosszú működése során az André-féle hagyományokat követve francia hangulatot és arculatot adott a városnak.
1889-ben megkapta a francia Becsületrend lovagi fokozatát, 1903-ban pedig tiszti fokozattal tüntették ki. 1892-ben beválasztották a francia Országos Mezőgazdasági Társaságba (Société national d’Agriculture de France).
1892–1905 között kinevezték a Versailles-i Nemzeti Kertészeti Iskola professzorává, ahol a kerttervezést és az üvegházak építészetét oktatta. André a 19. századi angolkert specialistája volt, a tavakkal, hidakkal, lépcsőkkel, építményekkel, szobrokkal, kacskaringós, ugyanakkor rendezett útvonalakkal kialakított kerttípusé, amint az megvalósult egyik legszebb művén, a Balkán lejtőjén a Fekete-tengerhez közeli (Várna és Burgasz melletti), Ferdinánd bolgár király számára felépült nyári rezidencia, az Euxinográdi kastély parkjában. Ugyanakkor újító is volt. „1879-ben kiadott L’art des jardins című könyvében már feltűnt a francia architektonikus tradíció elfogadásának gondolata, a történeti (pl. barokk) elemek angolkertbe integrálása, az úgynevezett kompozit kertstílus.” Ezzel a vegyes vagy összetett stílussal (a tájképi és mértani stílus összehangolásával) André képviselte a kertművészet jövőjét. A paloták környezetének geometriai elrendezése az épülettől fokozatosan távolodva átmegy a természetes környezetként kialakított szabályozatlanabb, a szabad természetet idéző, vadregényes angolkerti (tájkerti) formába.
Elismert kertész és tájépítész voltát igazolja, hogy 1882-től több mint 20 éven keresztül a legtekintélyesebb kertészeti lapnak, a Revue Horticole-nak volt a főszerkesztője. 1896-ig Élie-Abel Carrière-rel (1818–1896) együtt volt a „chef-redacteur”, majd egyedül 1906-ig, s végül egészen haláláig Désiré Bois (1856-1946) működött vele társszerkesztőként.
Montevideo, Uruguay fővárosa 1890-ben bízta meg a városrendezéssel egyidejűleg a parkok, közterületek, a zöldövezet tájkertészeti kialakításával. Utazását egybekötötte újabb botanikai gyűjtő tevékenységgel.
A 19. század utolsó éveiben a lengyel Félix Tyszkiewicz (1869–1933) gróf felkérte, hogy építsen parkokat négy litvániai kastélya körül, mely megbízást André már fiával, René-Édouard-ral együtt teljesített.  (Palanga botanikus park a Tyszkiewicz-kastély parkja, /Tiškevičiai Palace/, valamint a Lentvaris, Užutrakis és Trakų Vokė épületénél).

## Magánélete

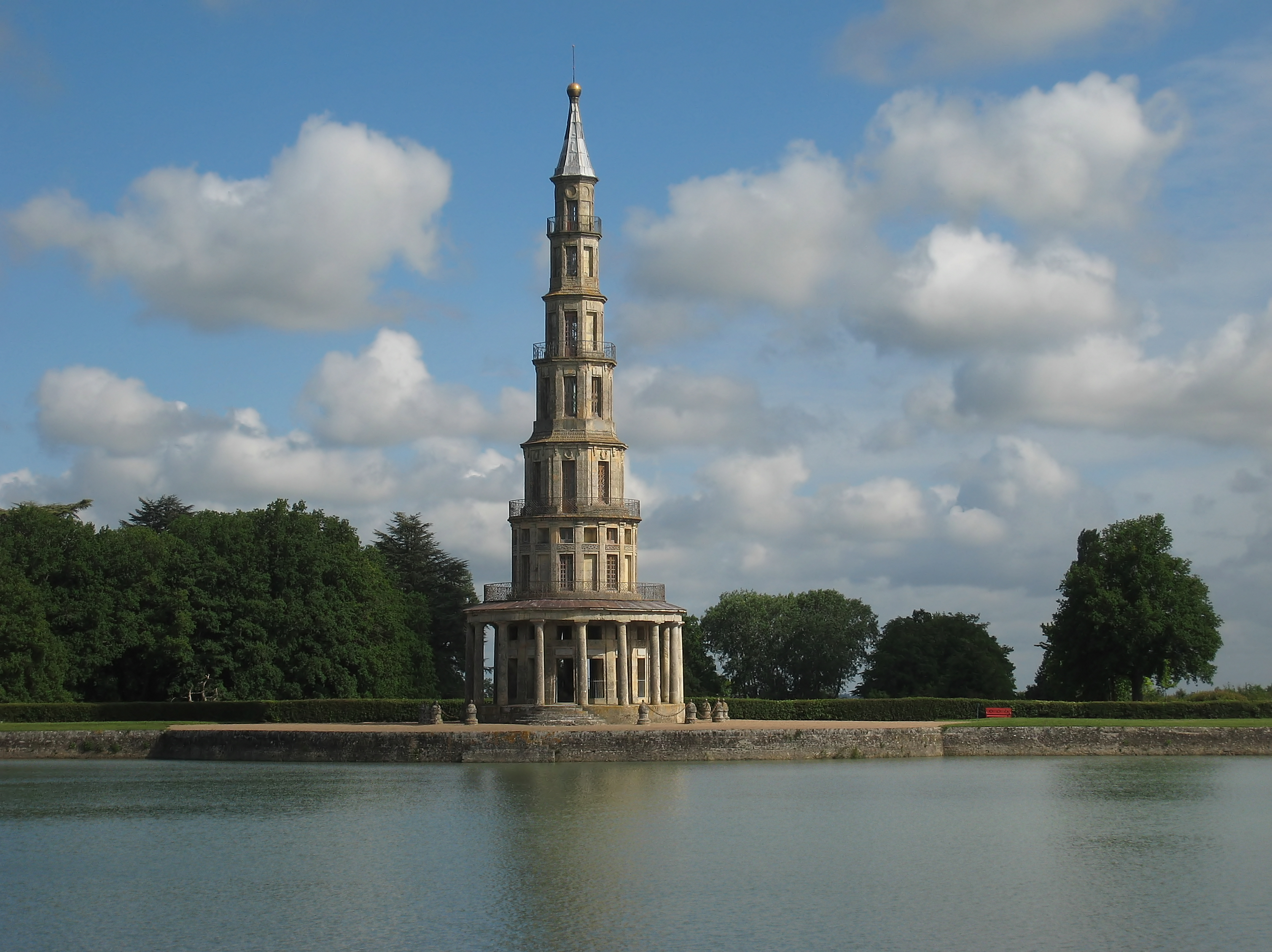
Chanteloup pagoda kínai kerttel, 2007. René Édouard André renováltatta, 1910-ben

Kétszer nősült meg. Első felesége 1873-ban halt meg nem sokkal negyedik gyermekük születése után. 1890-ben társult fiával, René Edouard Andréval (1867–1942), aki szintén képzett kertművész volt, de a mezőgazdaság- és jogtudományon túl művészeti és ipari formatervezést is tanult mérnök. Így képzettségével hasznosan tudott hozzájárulni az immár Édouard André és Fia cég sikeréhez.
1905. október 28-án szélütés érte, ekkortól már kertépítési, ill. fizikai erőkifejtést igénylő munkát nem tudott vállalni, de haláláig társszerkesztője volt a Revue Horticole-nak (vagy tiszteletből szerepeltették a nevét a címlapon). 1911-ben halt meg, quadriplegia (négyvégtag-bénulás) sújtotta. A Montmartre-i temető-ben a nemzetközi hírű csellista, Auguste-Joseph Franchomme (1808–1884) családi sírjába temették, annak fiával, a fiatalon meghalt René Franchomme-mal (1841–1860) és két leányával együtt, miután mindkettőnek Éduard André volt a férje.
Fia, René-Édouard a 20. század elején megszerezte a Chanteloup-i pagodát Amboise-ban, amely egyedülálló emléke volt a 18. századi Choiseul királyi hercegi uralomnak, és 1908-tól 1910-ig helyreállították.

## Művei (válogatás)

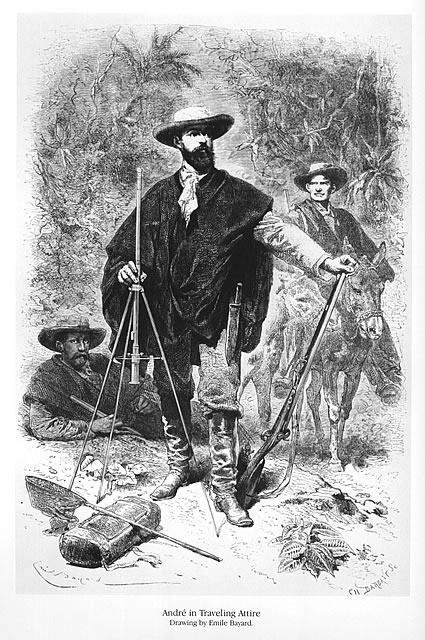
Éduard André az expedíció alatt. Émile Bayard rajza

- Le Bon Jardinier, nouvelle encyclopédie horticole. Párizs, Librairie agricole de la Maison rustique, 1862.
- Plantes de terre de bruyère, description, histoire et culture des rhododendrons, azalées, camélias, bruyères, épacris, etc. et des principaux genres d’arbres, arbustes, arbrisseaux et plantes vivaces de plein air ou de serre que l’on cultive en terre de bruyère. Párizs, Librairie agricole de la Maison rustique, 1864. (A hangafélékről.)
- Les Fougères. Choix des espèces les plus remarquables pour la décoration des serres, parcs, jardins et salons, précédé de leur histoire botanique et horticole, 1. kötet. (Auguste Rivière – Jules Rothschild – Ernest Roze társszerzőségében) 1867. A 2. kötet, 1868. Ennek szerzőségében már nem vett részt.[29]
- Voyage en Amérique équinoxiale (Kolumbia, Ecuador és Peru). Le Tour du monde. (Nouveau Journal des voyages, 1877, 1–64. o.; 1878: 129–224. o. 1879: 97–144. o.; 1881: 273–368. o. 1883: 337–416. o.)
- Bromeliaceae Andreanae. Description et histoire des Bromeliacées récoltées dans la Colombie, l’Ecuador et la Venezuela. Librairie Agricole, Párizs, 1889. Újabb kiadása: Big Bridge Press, Berkeley (Ca.), 1983.
- L’art des jardins – Traité général de la composition des parcs et jardins, Masson, Párizs, 1879. Újabb kiadása: Lafitte Reprints, Marseille, 1983. Ez a leghíresebb tájkertészeti munkája, melyben 888 oldalon 520 képpel és 11 színes táblán magyarázza a kertépítészet és tájrendezés elveit.
- Un rare rapport de restructuration paysagère du château de la Rouvière par Édouard André pour le compte de Joseph Bonnasse.

## Alkotásai (kertek)

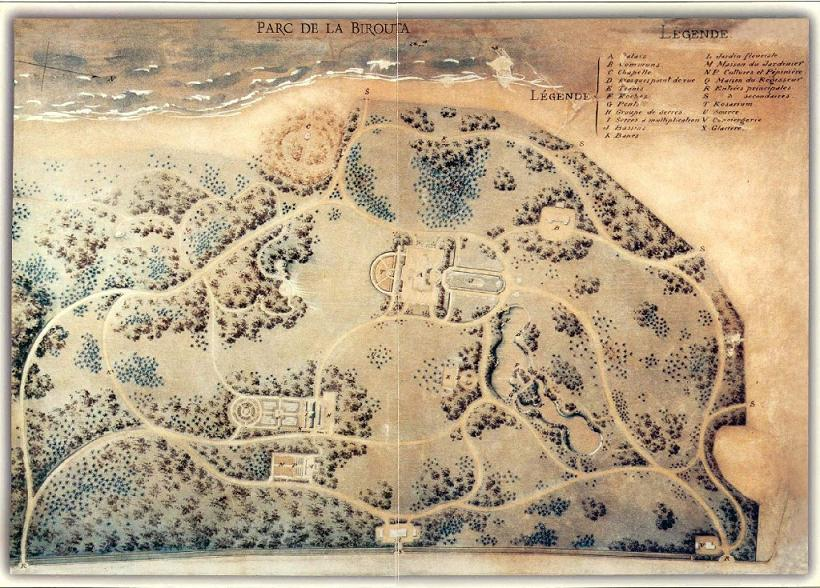
A litvániai Palanga park tervrajza

- 1865 – La Chassagne kastély parkja Fleurey-sur-Ouche-ban, Côte-d’Or megye.
- 1866 – A Sefton park tervezésére Liverpool város által kiírt pályázat nyertese.
- 1876 – Édouard André és fia, René helyrehozta és megtervezte a normandiai Pont-Audemer-ben található, nagyszüleiktől örökölt ingatlant, egy, a Risle folyó partján vízzel körülvett udvarházat és kertjét. A park minden faját a napszak fényviszonyaihoz igazodva ültették. Most egy négycsillagos „Belle Isle sur Risle” elnevezésű szálloda része.
- 1880 – Az Avauges kastély parkjának kialakítása Saint-Romain-de-Popey-ben.
- 1890 – Montevideo kormányzata megbízása alapján a város zöldövezetének kialakítása.
- 1894 – A Val-de-Marne megyei L’Haÿ-les-Roses-i rozárium tervezése és kialakítása.
- 1885 – Weldam kastélykert Markeloban, Diepenheim közelében, Hollandia.- Barokk kert rekonstrukció
- 1886 – Parc Domaine Thermal, Mondorf les Bains Luxemburg.
- 1898 – Caradeuc kastély(wd) parkja, Plouasne, Côtes-d’Armor megye, René de Kernier (1866-1945) gróf számára.
- 1910 k. – A marseille-i Felix-Baret téren álló La Rouvière ingatlan parkjának kialakításával Joseph Bonnasse (1877–1936) Andrét bízta meg, szobrászati dekorálásával pedig a marseille-i Charles Henri Delanglade-ot.
- 1924 – Carmaux nyilvános parkja a Pré Grand út mellett. A 4,4 hektáros parkot fia,  René-Édouard André tervezte a Carmaux-i Bányászati Társaság számára, és 1929-ben avatták fel.
- Funchal kert Madeira-ban, Portugália
- Nyilvános park Cognac, Franciaország területén.
- André és fia René által tervezett tájkertek voltak Litvániában a Tyszkiewicz család nemesi rezidenciái köré kialakított parkok: Trakų Vokė, Užutrakis és a legszebb litván park,a Palangai Botanikus Park. Ezek voltak André legkiforrottabb stílusú tervezései: harmonikus felületek és építészeti elemek összhangja, grottók, szökőkutak, műromok, hegyi tájat idéző kőhalmok, természetes vízfolyások, tavak és a tájkerti panoráma.

## Képgaléria

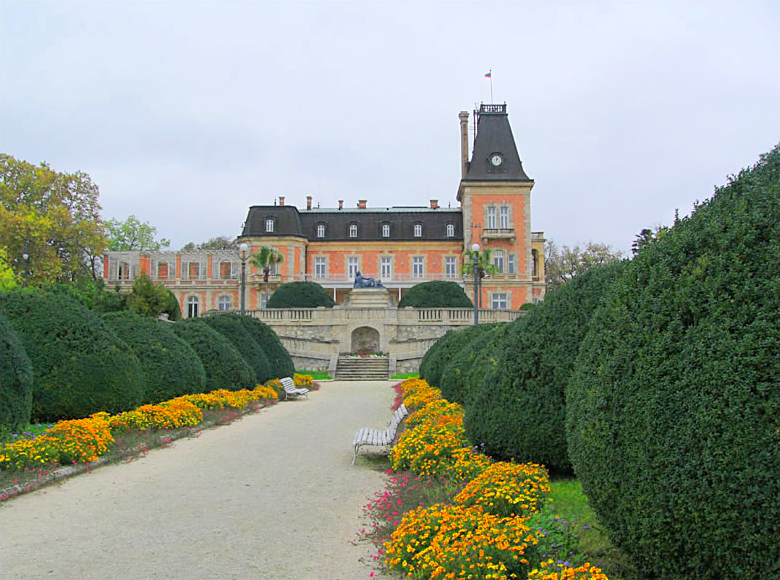
Várna, Euxinográd kastély főhomlokzata a kerttel
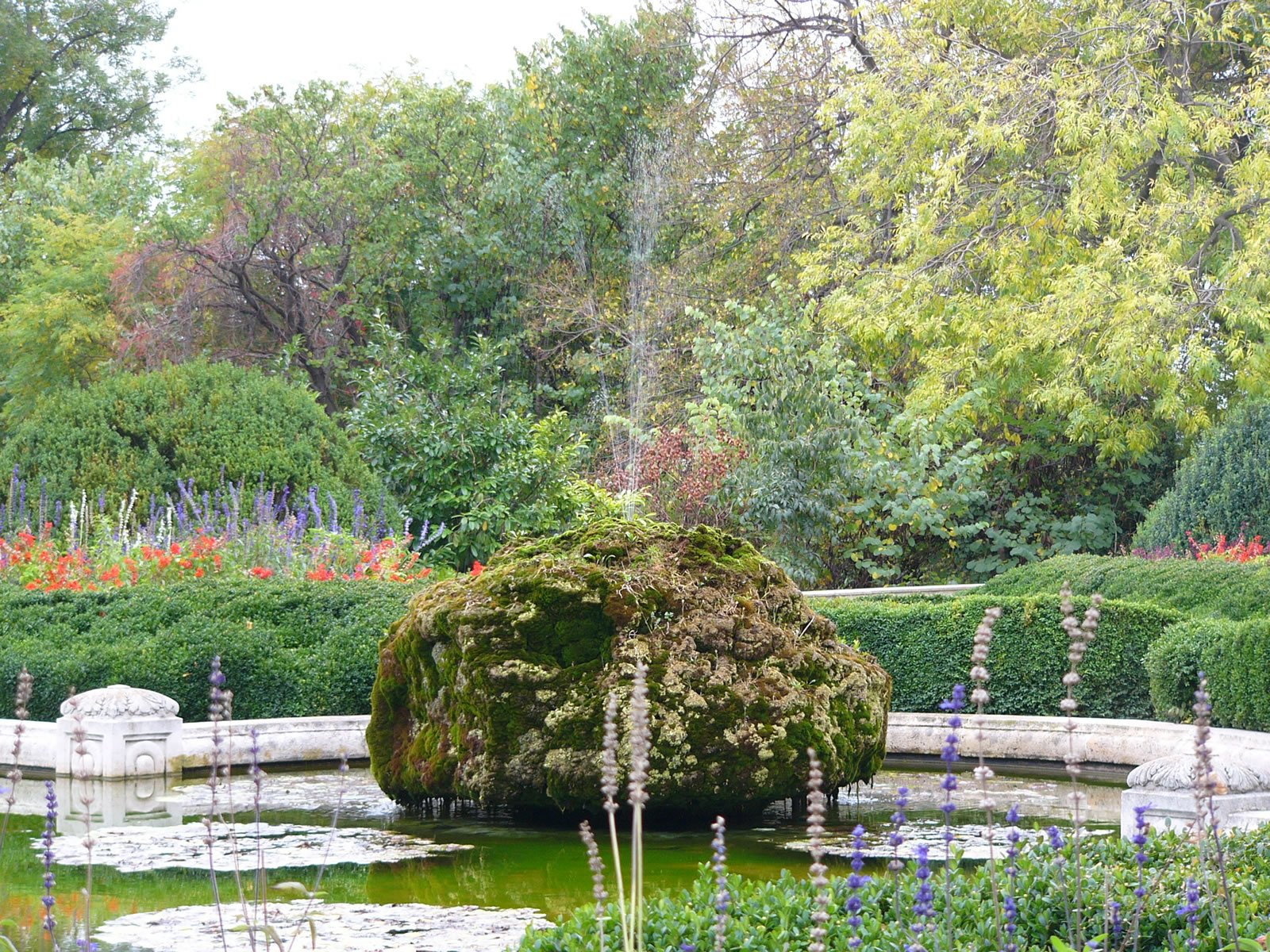
Várna, Euxinográd kastély parkja
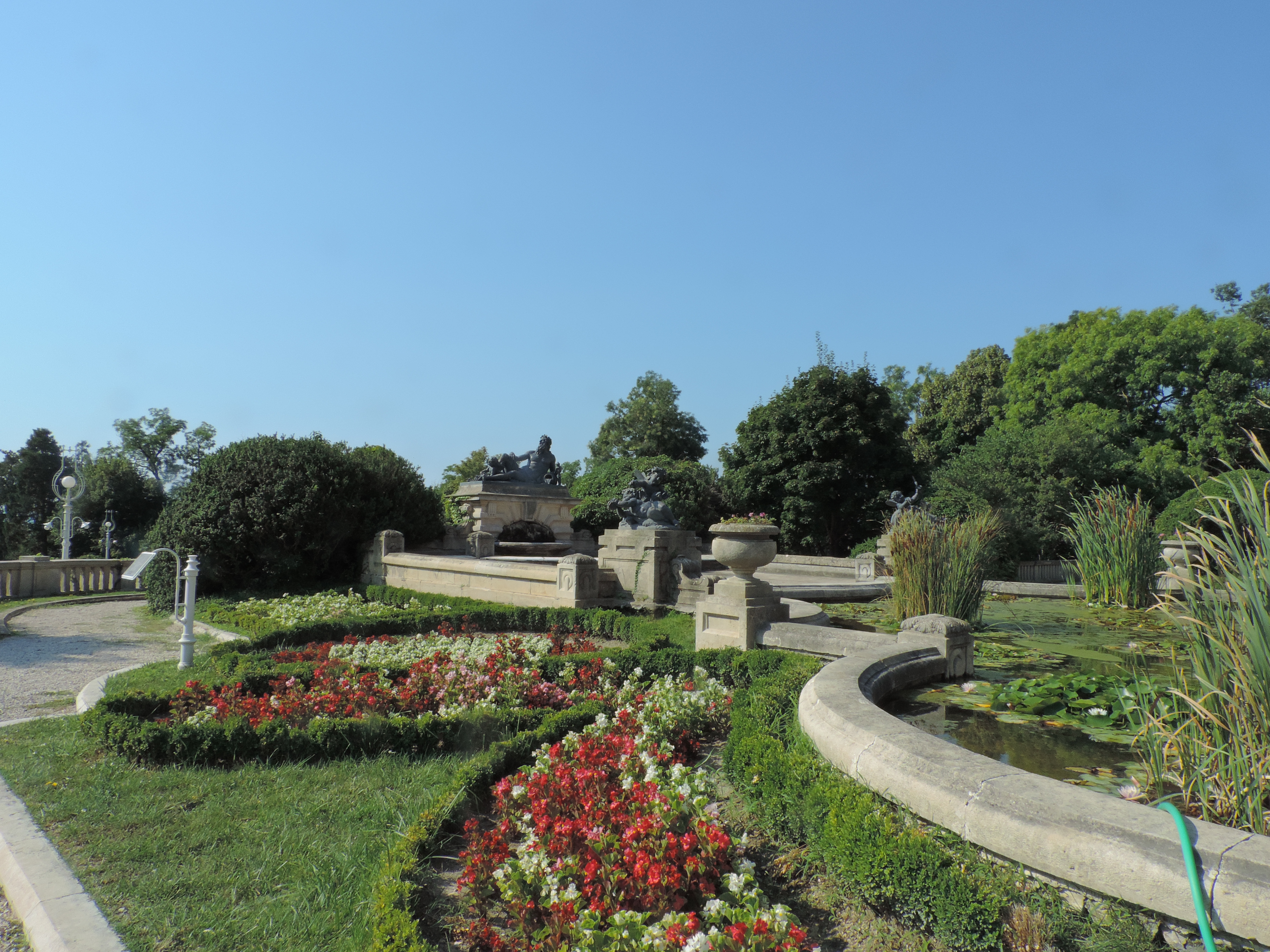
Euxinográd kastély parkja, Várna
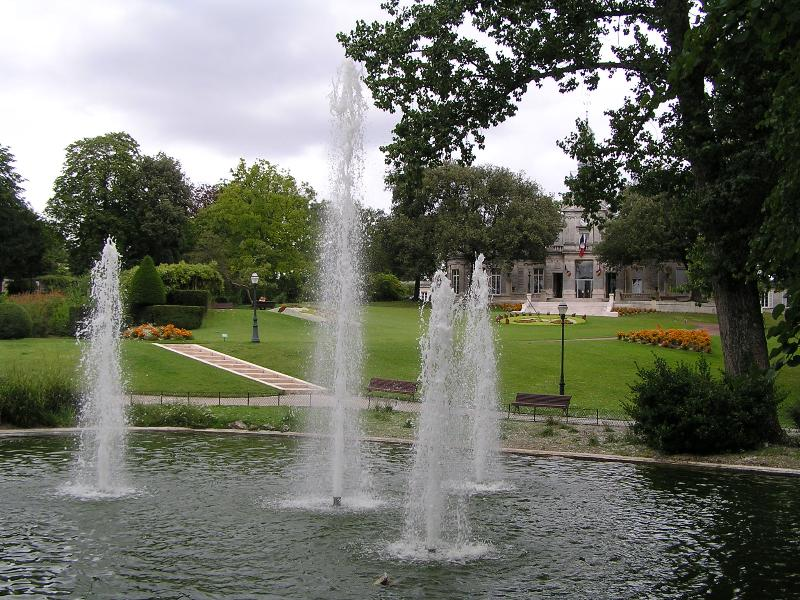
Cognac közparkja, 2014
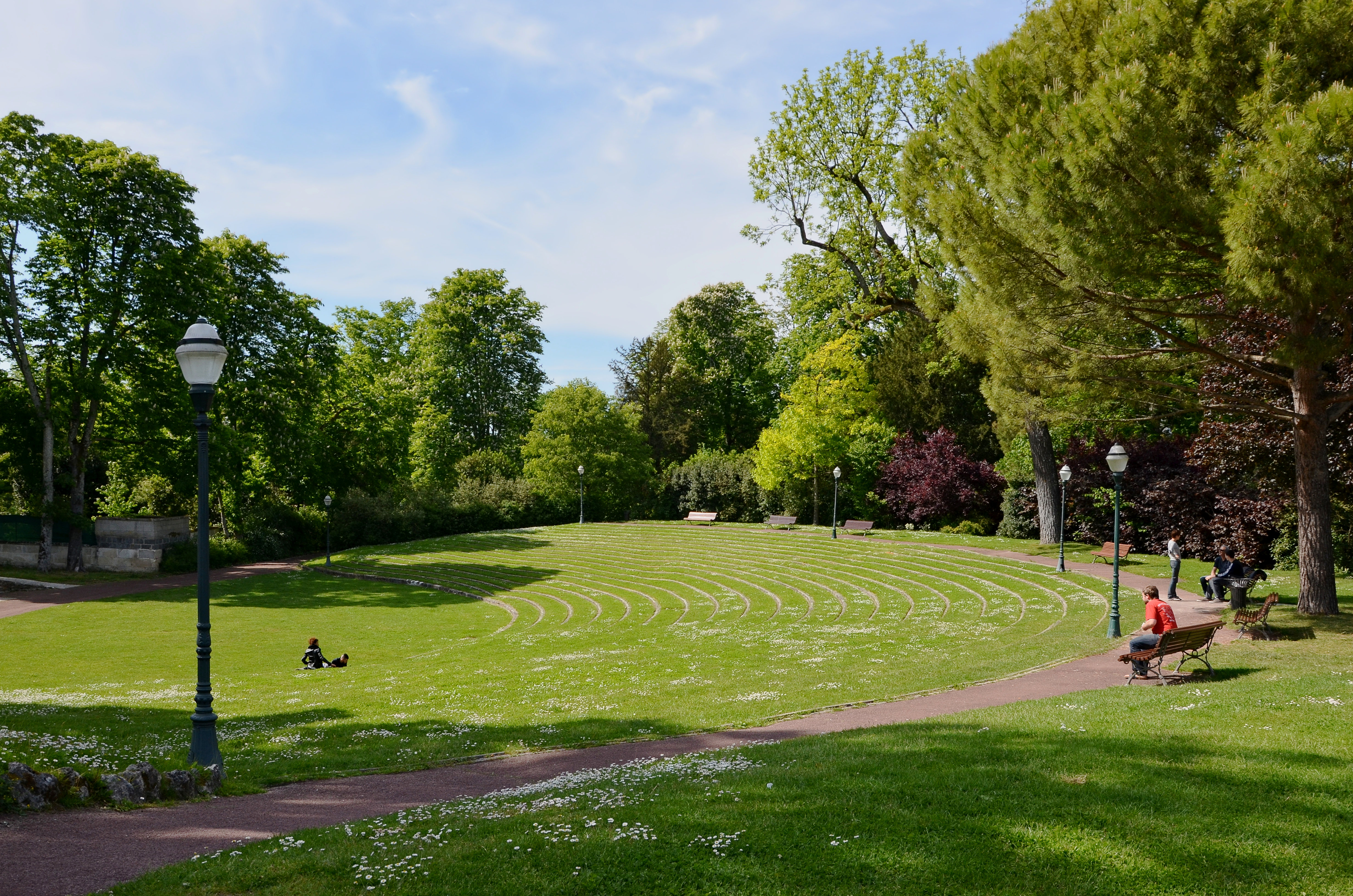
Cognac közparkja, 2014
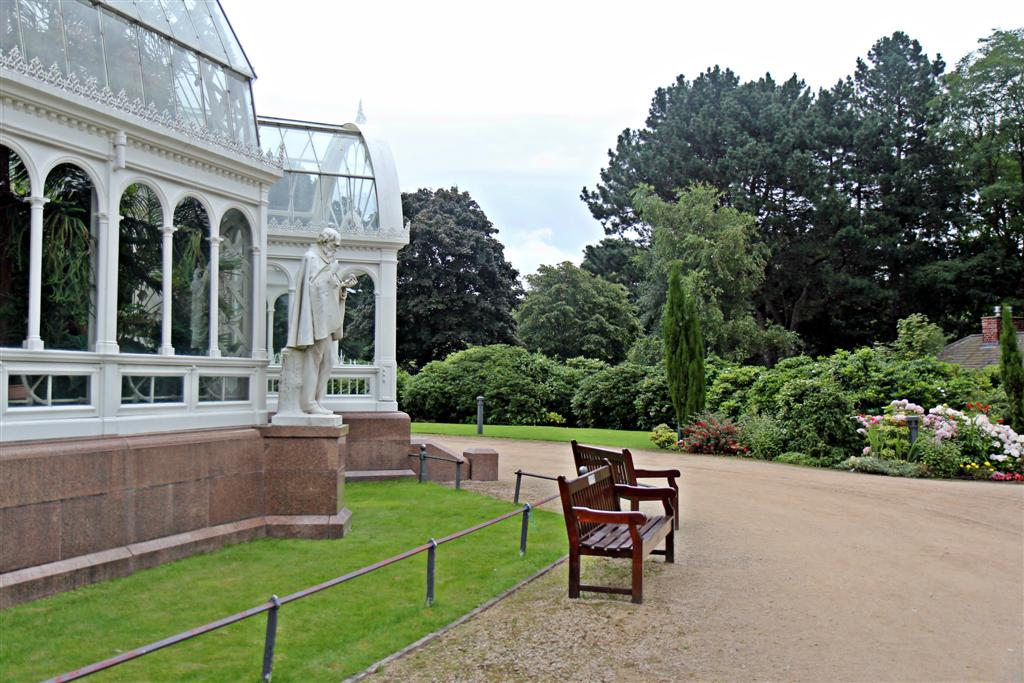
A Sefton-park részlete Charles Darwin szobrával, Liverpool, 2019
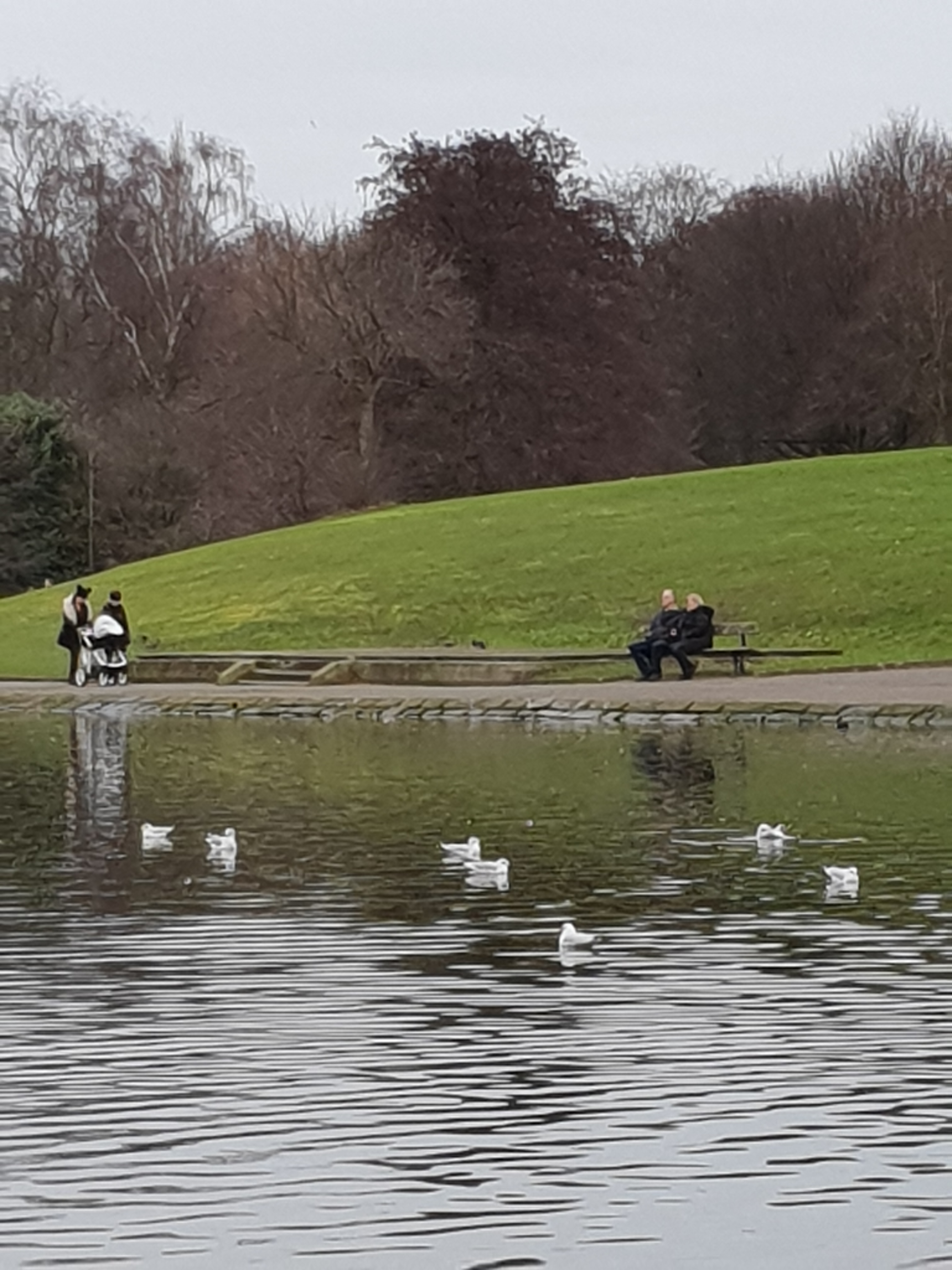
A Sefton park tava, Liverpool, 2019
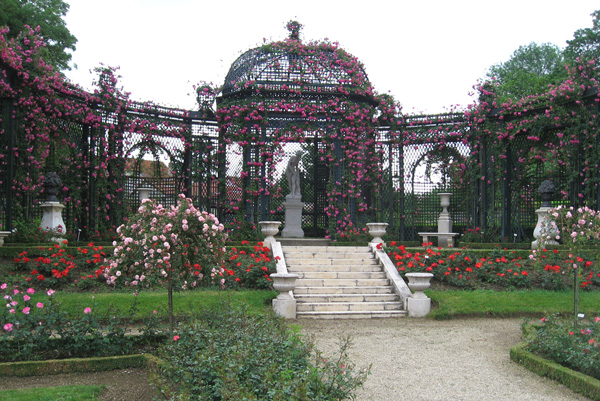
Rozárium L’Haÿ-les-Roses-ban, 2007
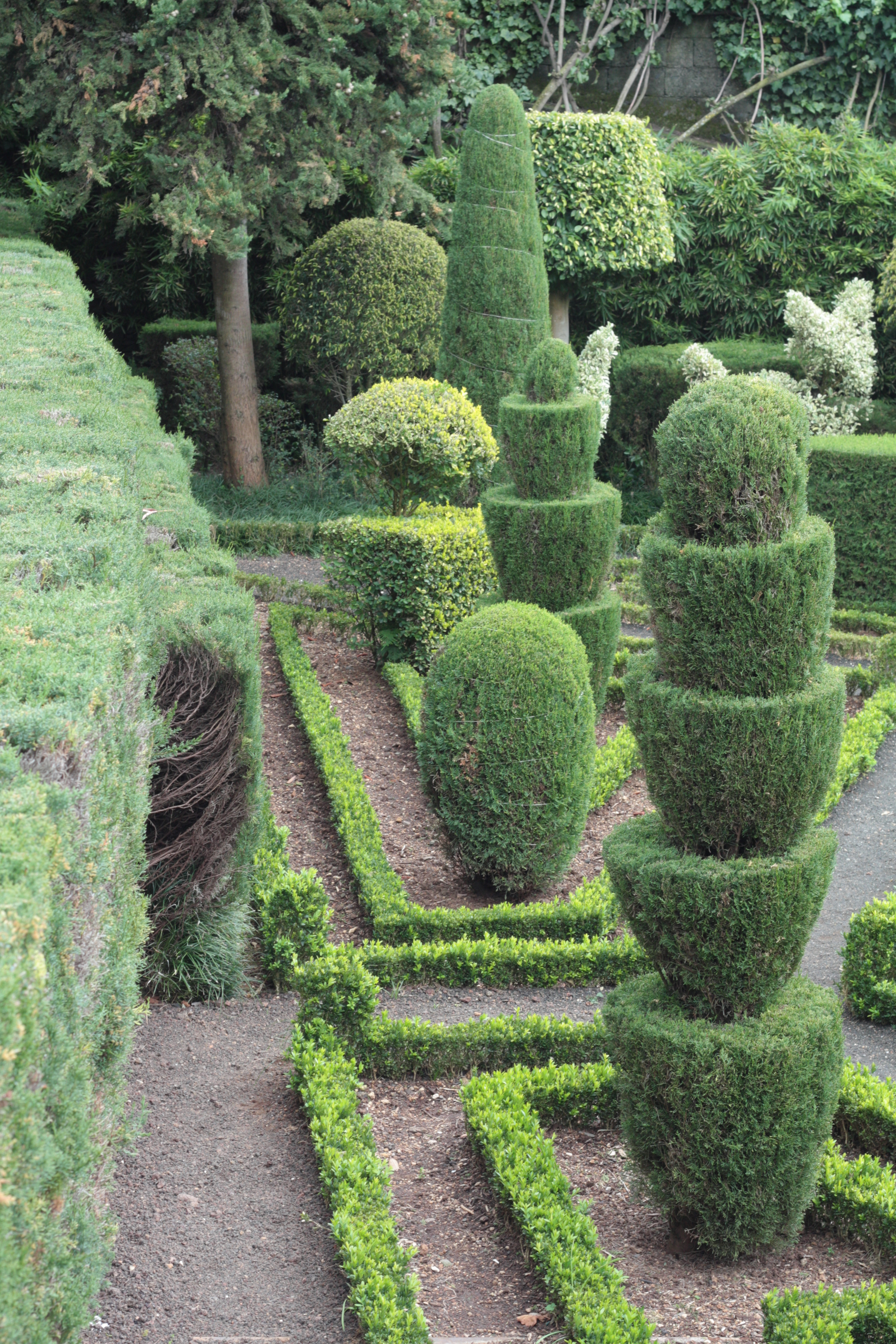
Madeira botanikus kertje, 2013
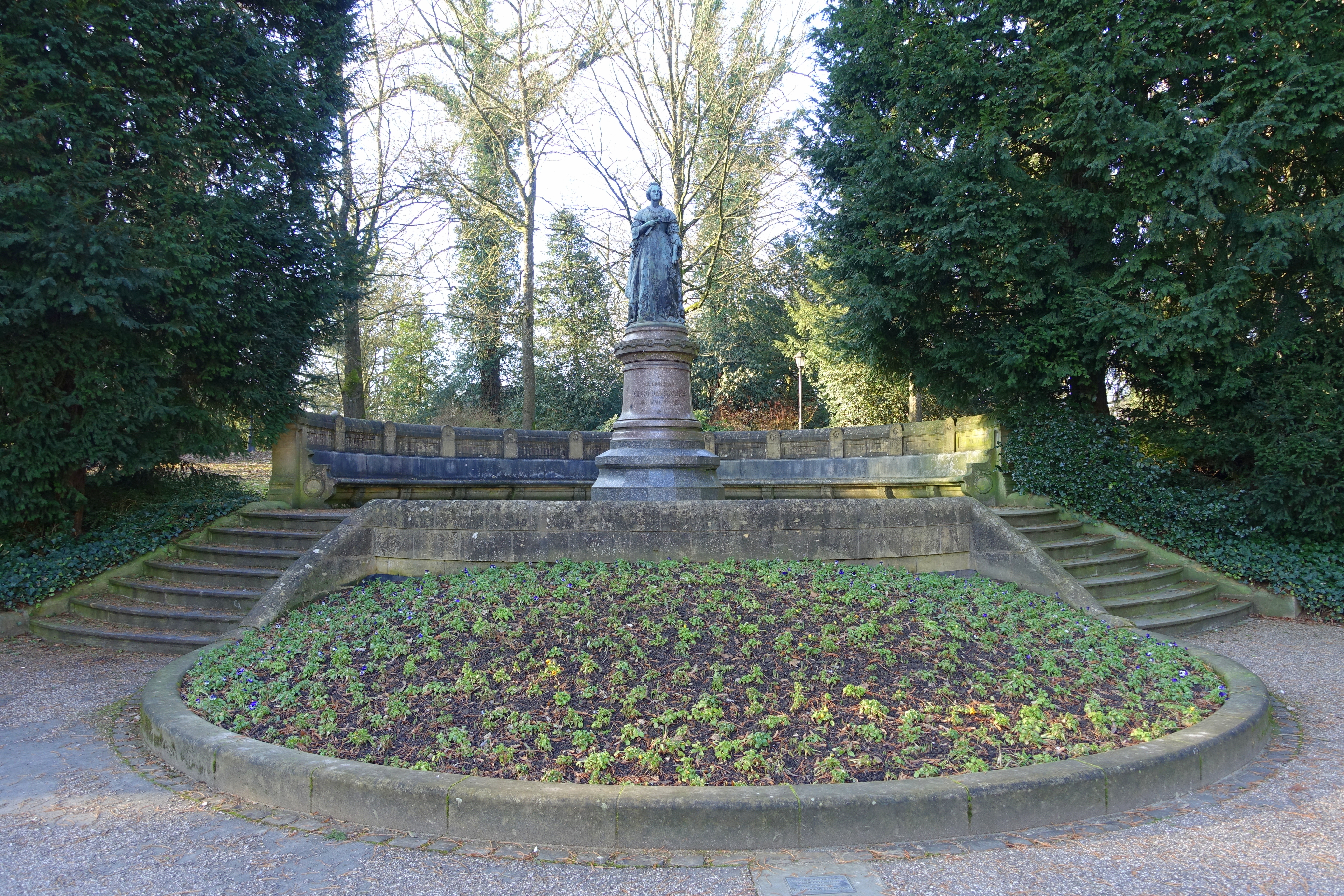
Az Amélia park Luxembourg városban, 2015
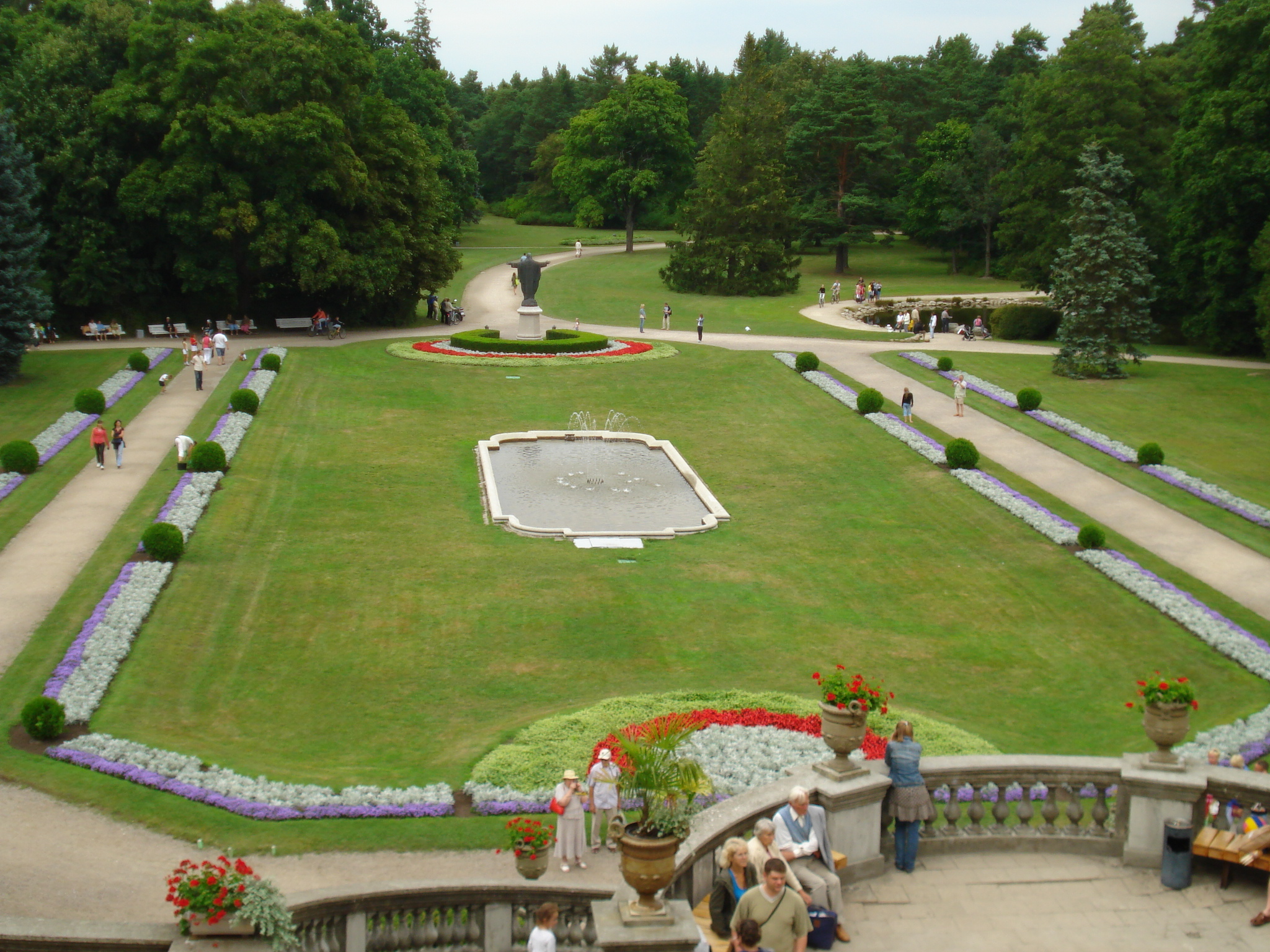
Tyszkiewicz kastélypark a litvániai Palangában, 2008
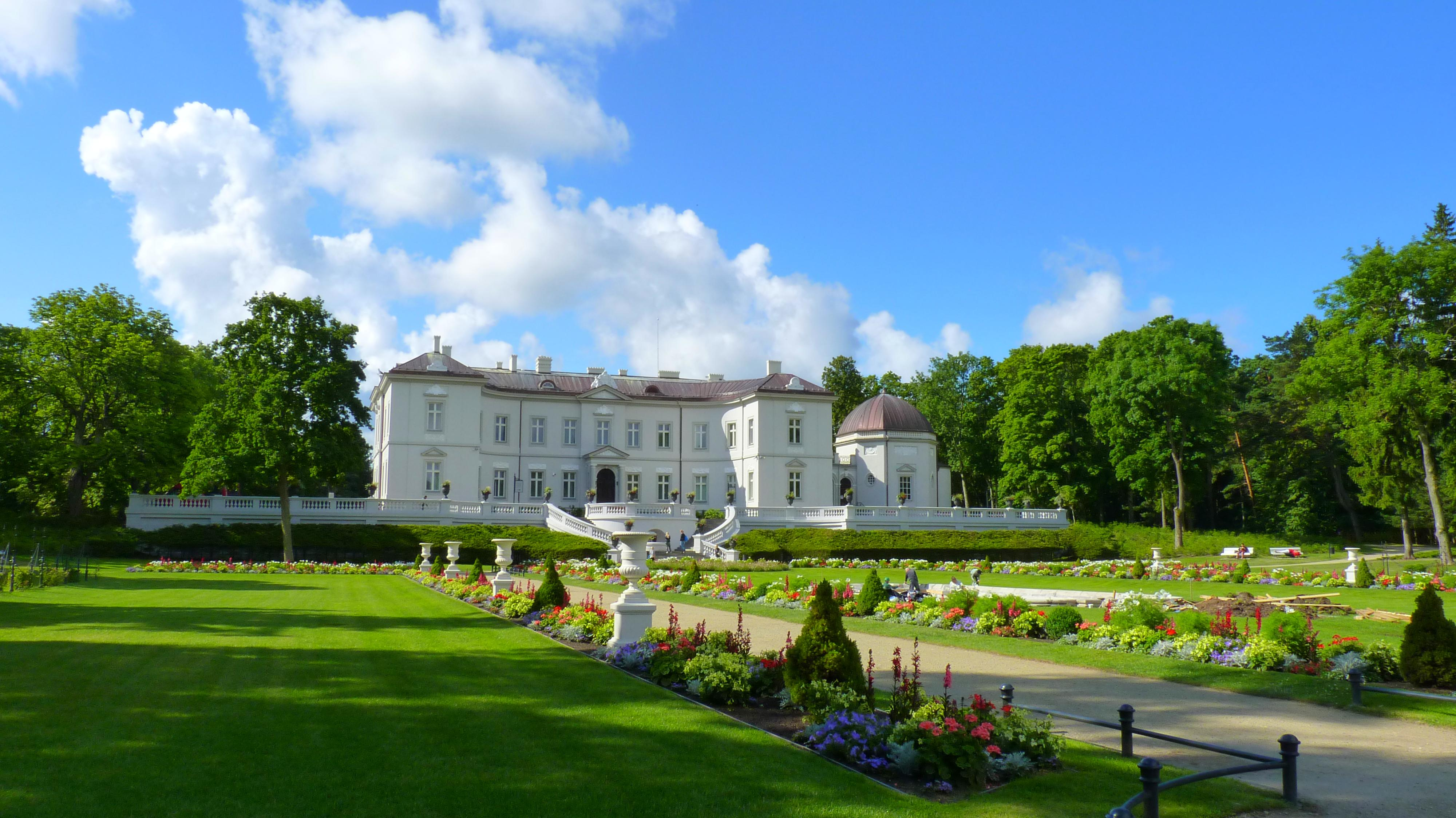
Palanga, Amber Múzeum, 2015
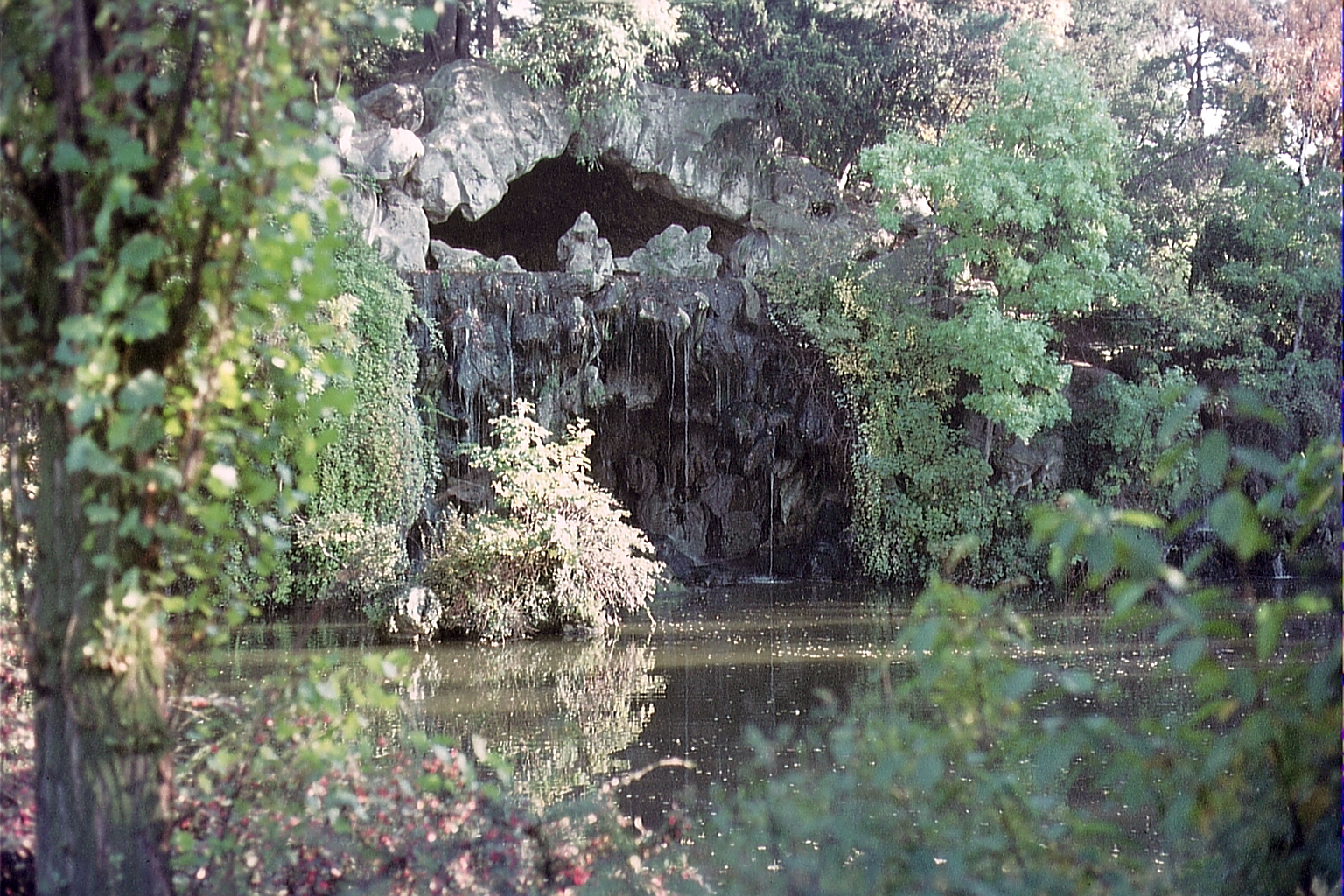
Bois de Boulogne(wd) parkrészlete, 1973

## Jegyzet
1. 1 2  Német Nemzeti Könyvtár: Integrált katalógustár (Németország) (német nyelven). Integrált katalógustár (Németország) . (Hozzáférés: 2014. április 27.)
2. 1 2  Francia Nemzeti Könyvtár: BnF-források (francia nyelven). (Hozzáférés: 2015. október 10.)
3. 1 2  SNAC (angol nyelven). (Hozzáférés: 2017. október 9.)
4. ↑  ODIS
5. ↑  Artists of the World Online (német nyelven). K. G. Saur Verlag, 2009 DOI:10.1515/AKL.
6. ↑  Német Nemzeti Könyvtár: Integrált katalógustár (Németország) (német nyelven). Integrált katalógustár (Németország) . (Hozzáférés: 2015. augusztus 14.)
7. ↑  GeneaStar
8. ↑  Annuaire prosopographique : la France savante. annuaire prosopographique: la France savante . (Hozzáférés: 2017. október 9.)
9. ↑  L'Illustration horticole : journal spécial des serres et des jardins, ou choix raisonné des plantes les plus intérressantes sous le rapport ornemental, comprenant leur histoire complete, leur description comparée, leur figure et leur culture. 43–44. o.
10. ↑  Alphand, Jean-Charles-Adolphe (1817-1891) mérnök, a „Corps des ingénieurs des ponts et chaussées”(wd) tagja, Haussmannal dolgozott együtt Párizs átépítésén, és több közparkot is tervezett. Az általa tervezett parkokat és 24 park terveit, és tervezési elveit kötetben publikálta. (Alphand, Jean-Charles-Adolphe: Promenades de Paris. Párizs, 1867–1873). A párizsi parkok tervezése során együtt dolgozott tanítványával, Édouard Francois Andréval, aki Alphand stílusának folytatója volt.
11. ↑  1855-ben alapították és növényeket biztosított Párizs számára. A 19. század második felében a Muette virágoskert a kertészeti szakma egyik jelentős intézménye volt. Számos országból érkezett kertészei voltak. Legfeljebb 3 millió növényt termelt, de időnként 90 felügyelőt is foglalkoztatott. Kertész-gyakornokoknak is helyet adott, számítottak a gyakran külföldről érkező, átlagban 45 hallgatóra..
12. ↑  A Bois de Boulogne legnyugatibb szélén egy 57 hektáros, 50 ezer embert befogadó, Szajnára néző területen helyezkedik el, Franciaország egyik legrangosabb lóversenypályája
13. ↑  A Bois de Boulogne bejáratához közel 1858-ban létrehozott 15 hektárnyi terület, melyet az egzotikus és díszkerti haszonállatok megfigyelésére, tartására alapítottak. Ma vidámpark.
14. ↑  1855 és 1866 között III. Napóleon megrendelése alapján Jean-Charles Adolphe Alphand mérnök és Jean-Pierre Barillet-Deschamps (1824-1873) Párizs főkertésze tervezte és alakította ki a Bois de Vincennes-t annak érdekében, hogy keleti ellenpontja legyen a Párizstól nyugatra található Bois de Boulogne-nak. Az angol kertek stílusában készült, változatos fafajtákkal, tavak és folyók hálózatával.
15. ↑   Paris-Guide par les principaux écrivains et artistes de la France. Introduction par Victor Hugo. Kiadó: Librairie internationale (Paris), 1867. Tartalomjegyzék.
16. ↑  A Párizs környéki L’Haÿ településen Jules Gravereaux (1844–1916) rhodológus, a Bon Marché üzletlánc vezetésében megalapozott vagyona segítségével gyűjtőként több száz rózsafajtát szerzett be, ennek szakszerű elrendezésére hívta meg az ekkor már neves André tájkertészt.
17. ↑  Az alig több mint 2 hektáros területet a La Croix-en-Touraine-i önkormányzat megvásárolta, és 2003 óta megnyitotta a nyilvánosság számára. A kert rekonstrukcós tervét 2005-ben dolgozták ki, melyet a Történelmi Emlékművek Országos Konzervatóriuma 2006 júniusában jóváhagyott. Édouard André háza és parkja az önkormányzat rehabilitációs beruházásának eredményeképpen 2008. június 28-án megnyílhatott.
18. ↑  L’Illustration Horticole, 1870
19. ↑  L’Illustration Horticole, 1880
20. ↑  André leírása a Loasa vulcanicáról. L’Illustration horticole. Revue mensuelle des serres et des jardins by Éduard André (editor) and published by Jean Jules Linden Gent, 1878, 25. évf. 11–12. oldalak
21. ↑  Jules Charles Thays (Párizs, 1849. augusztus 20. – Buenos Aires, 1934. január 31.) tájépítész, Édouard André tájépítész tanítványa. 1889-ben települt Argentínába és Carlos Thays néven állampolgárrá vált. Számos kertet és parkot hozott létre.
22. ↑  Később École Nationale Superieure d’Horticulture lett.
23. ↑  Lásd Csepely-Knorr Luca: i.m.
24. ↑  A Revue Horticole 1897. évi száma a BHL Biodiversity Heritage Lbrary honlapján
25. ↑  Feliksas Tiškevičius(wd) (1869–1933)
26. ↑  René Édouard André kiemelkedő munkái Yvelines megyében: a versailles-i városháza előtti virágágyások megtervezése (1900), a Les Côtes park Les Loges-en-Josas-ban, (1907), a Saint-Nom-la-Bretèche-i kastély parkja (1924), különböző párizsi hotelek kertjeit tervezte és alkotta meg, többek között Jacques Doucet (1853–1929) divattervező és mecénás kertjét (1905). Az első világháború után a magán megrendelések csökkenése miatt inkább közületeknek, kórházaknak dolgozott, mint a Plateau d’Assy (Haute-Savoie megye) szanatórium (Praz-Coutant)(1925). Angers városa számára is tervezett, a Jardin des Plantes 1920-as átalakítását és a Garenne park létrehozását végezte 1936-ban. (Yvelines megye Levéltára, i. m.)
27. ↑  Louise-Joséphine (Párizs, 1844. július 9. – La Croix-en-Touraine, 1873. április 26.); Marie-Amélie-Cécile (Párizs, 1838. december 19. – 1905), az esküvő Párizsban, 1877. február 3-án volt.
28. ↑  A jelenlegi „S.C.I. de la Pagode”, amelyet leszármazottai hoztak létre a nyilvánosság számára nyitott történelmi emlékmű kezelésére.
29. ↑  A 2. kötet címlapja